# Pictorialisme
Le pictorialisme est un mouvement esthétique international qui caractérise la photographie entre 1890 et 1914 environ.
Il suivit la diffusion d'un nouveau procédé photographique dit « à plaque sèche » ou « gélatino-bromure d'argent » inventé par Richard Leach Maddox en 1871, l’enregistrement étant obtenu à partir d’une suspension de bromure d'argent dans de la gélatine.
Il atteint son apogée au début du XXe siècle avant de s'effacer progressivement après la Première Guerre mondiale.
Cette esthétique a connu une résurgence dans le domaine de la photographie plasticienne.

## Histoire

### Débuts historiques
La photographie, popularisée à partir de 1839, est d'abord définie comme un procédé mécanique et scientifique permettant de capter la réalité visible. En Angleterre, en 1886, un article manifeste écrit par Peter Henry Emerson, Photography: a pictorial art, défend la légitimité artistique de la photographie alors considérée comme une technique indigne de faire partie des Beaux-Arts. L'expression « a pictorial art », littéralement, est conservée par les Français qui vont nommer ce nouveau mouvement le « pictorialisme ».
Le pictorialisme est la toute première école de photographie artistique. C'est également le premier mouvement international pour ce medium. On considère que la période d'efflorescence couvre approximativement les années 1889-1914, parfois plus longtemps, comme en Belgique où il dure jusqu'en 1940.
La photographie dite « victorienne » (1840-1880, notamment représentée par Julia Margaret Cameron) pose les bases de la photographie artistique. Le pictorialisme, quant à lui, va réellement revendiquer la position artistique du médium et tenter de faire admettre la photographie parmi les Beaux-Arts. Les photographes formulent donc clairement leurs ambitions esthétiques liées. Le mouvement se positionne également contre le premier appareil Kodak lancé en 1888 par George Eastman dont le slogan publicitaire était « You press the button, we do the rest » (« Appuyez sur le déclencheur, on s'occupe du reste »). Les artistes pictorialistes souhaitent « dépasser la simple imitation mécanique et stricte de la nature pour ériger la photographie en un art autonome et distinct des Beaux-Arts traditionnels ». Auguste Donnay, peintre et ami de photographes parle de briser « cette vision du monstre-à-l'œil-méticuleux » et Robert Demachy écrit : « Peut-être nous accusera-t-on d'effacer ainsi le caractère photographique ? C'est bien notre intention ».

### Théorisation
Les idées pictorialistes sont théorisées par Heinrich Kühn en Allemagne, Constant Puyo et Robert Demachy en France. En l'absence de manifeste réel, l'essai de Robert de la Sizeranne, La photographie est-elle un art ? (article de 1897 dans la Revue des Deux Mondes ; en volume en 1899), devient l'un des écrits fondateurs du pictorialisme. L'auteur décrit le mouvement ainsi : « Un mouvement nouveau entraîne les photographes hors et à rebours des voies où ils avaient coutume de cheminer jusqu'ici. »
Les expositions et les revues spécialisées ont été le moyen le plus efficace pour diffuser les théories du groupe. En France, Le Monde photographique, la Photo-Gazette, Le Photogramme, La Revue de Photographie ont permis la création de la critique d'art photographique et ont donc participé à la légitimation du pictorialisme en tant que mouvement artistique à part entière.
Le Photo-club de Paris, né en 1888, était un lieu de débats, d'interrogations et de défense de la photographie artistique. Les clubs de photographie étaient également indispensables à la diffusion et surtout à la reconnaissance internationales des idées du mouvement. Ainsi, on a vu apparaître le Wiener Camera Club (1891, Vienne), la Brotherhood of the Linked Ring (mai 1892, Londres), la Gesellschaft zur Förderung des Amateurs (Hambourg) et le Camera Club (1896, New York).
Des expositions avaient lieu dans les galeries des capitales artistiques. Les « salons » étaient calqués sur les Salons de peinture. La première exposition internationale se tient en 1891 à Vienne ; toutes ces expositions permettent les débats sur les possibilités esthétiques de la photographie et donc imposent le médium dans le champ institutionnel des arts.

### Principes

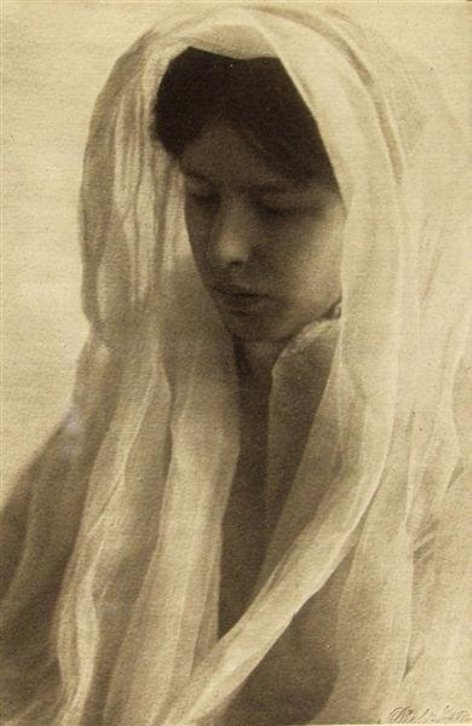
Rudolf Dührkoop, Étude de tête (vers 1905), photogravure.

Le pictorialisme souscrit largement à l'idée selon laquelle l'art photographique doit simuler la peinture et l'eau-forte. Il privilégie l'intervention humaine, manuelle-même, dans la création photographique qui, selon eux, est la seule à conférer une valeur artistique à une création technique et chimique. Il s'oppose en cela au courant documentaire.
Diverses techniques étaient utilisées pour produire ces images : importantes manipulations en chambre noire, filtres spéciaux (dont les soft-focus), traitements inhabituels lors du développement, utilisation de papiers spéciaux. Certains artistes gravaient la surface de leur tirage en utilisant de fines rayures. L'objectif de telles pratiques était d'atteindre ce que l’Encyclopædia Britannica appelait, en évoquant le pictorialisme, « une expression artistique personnelle ».
Les pictorialistes s'intéressent plus aux effets esthétiques qu'à l'acte photographique lui-même :
- effets dans le cadrage, la composition et la lumière ;
- procédés à la gomme bichromatée, au charbon, à l'huile ;
- retouches du négatif ou du médium.

Ils expérimentent de nombreux procédés, « comme si l'art avait une formule ! » (Gustave Marissiaux), et cherchent à donner un aspect pictural à la photographie par une vision plus subjective, le refus de la réalité et la transcription de sensations.
La plupart de ces clichés étaient en noir et blanc ou couleur sépia, signés et uniques de par leur procédé de production (encres grasses, gomme bichromatée, huile).
Plus tard, certains renonceront au pictorialisme pour créer le groupe f/64 qui défend une photographie sans manipulation.

### Esthétique
Dans leur volonté de faire admettre la photographie dans le domaine des arts, il s'agit pour les photographes de supprimer tout ce qui apparaît comme trop scientifique. Ils s'écartent du réel pour céder la place à l'interprétation et à l'imagination propres à l'art. La recherche esthétique, plastique et subjective leur est donc nécessaire pour transformer la photographie, moyen d'expression de la réalité pure, en art à part entière. Malgré toutes les théories élaborées dans les revues spécialisées, on ne peut pas définir d'esthétique unique et cohérente ; bien que le pictorialisme soit un mouvement cohérent, les pratiques sont extrêmement hétérogènes.
Le point commun de toutes les photographies pictorialistes est leur approche esthétisante et poétique de la réalité. La plupart du temps, l'évocation est préférée à la représentation fidèle qui est l'essence même de la photographie. L'exploitation plastique de l'image passe par les innovations techniques et optiques : le cadrage et la lumière sont bien évidemment inhérents au procédé photographique, les pictorialistes y ajoutent les contours flous et les tonalités estompées.
On trouve deux courants de pictorialistes : les partisans de la « photographie pure », plutôt présents en Angleterre comme Peter Henry Emerson, et les adeptes de la retouche sur le cliché, dont Robert Demachy et Constant Puyo. Les manipulations de l'image ont été sujettes à de nombreuses controverses, puisque, à force, il devient impossible de distinguer la photographie des gravures et dessins. Ainsi, pour exemple, de nombreux clichés de Robert Demachy sont retravaillés : l'épaisseur de la gomme bichromatée est grattée à l'épingle et brossée pour donner ces effets de tourbillon dans une ambiance poétique et mystérieuse.
Les initiatives nouvelles se confrontent au mimétisme. Certains tableaux vivants sont l'imitation pure aux Beaux-Arts. Guido Rey (Italie) par exemple, s'inspire profondément des œuvres de Vermeer pour réaliser ses compositions. Les photographes pictorialistes ont longtemps souffert des jugements négatifs. On parle de « parenthèse malheureuse où la photographie fut incapable de trouver en elle-même les ressources d'une esthétique qu'aucune autre forme d'art ne pourrait lui disputer ». Certains critiques sont allées jusqu'à évoquer le « grotesque » de ces images, notamment pour les compositions empruntant à la mythologie et la religion. Ainsi, la Crucifixion de Fred Holland Day a été qualifiée par le critique Charles Caffin d'« entorse au bon goût, et la preuve d'une inqualifiable stupidité ».

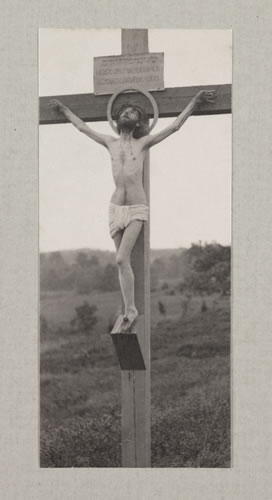
Fred Holland Day, The Crucifixion (1898).
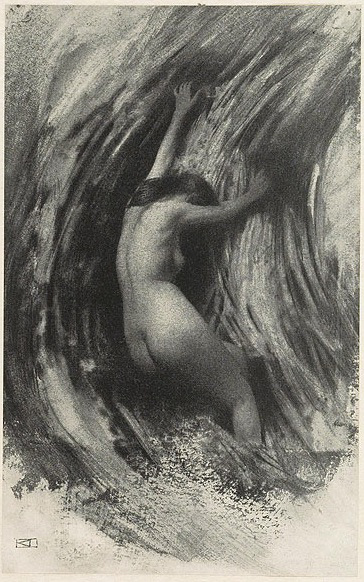
Robert Demachy, La Lutte (1904), gomme bichromatée.
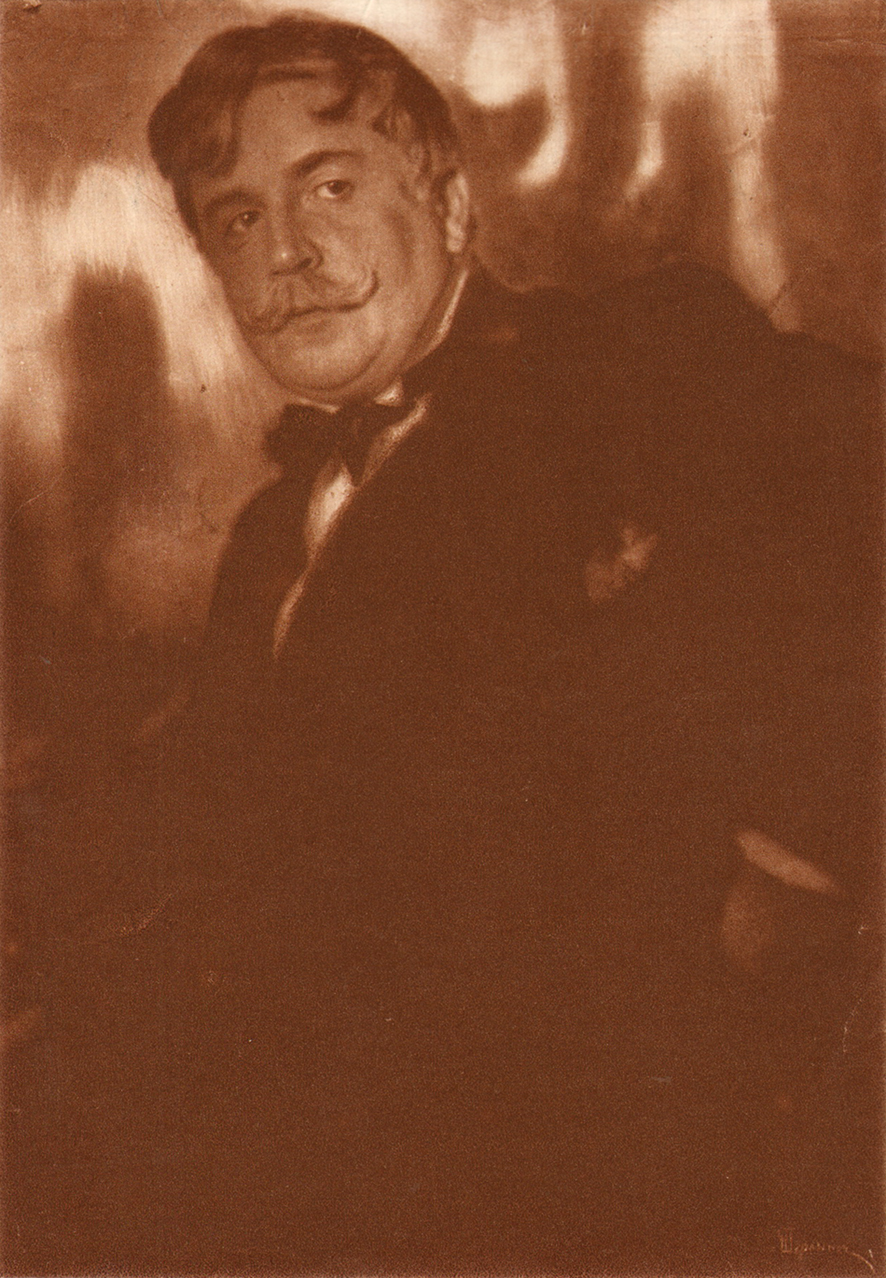
Miron Sherling, A. Golovin (1916).

### Les recherches de filiation esthétique
Le pictorialisme s'oppose avant tout au vérisme propre à la technique photographique. Il ne prétend donc pas rivaliser avec la peinture mais cherche des filiations esthétiques avec elle dans la revendication de la photographie comme un art. On peut d'ailleurs noter que les photographes prenaient soin de ne réaliser qu'un seul cliché. Une épreuve originale et unique pouvait alors être collectionnée, et la photographie en tant qu'« art » prenait tout son sens.
Ainsi, les photographes puisent leur inspiration dans toute l'histoire de la peinture occidentale, comme Guido Rey avec Vermeer. Robert Demachy, quant à lui, a réalisé une série photographique sur les danseuses intimement liée aux œuvres d'Edgar Degas.
Tout l'art de la fin du XIXe siècle peut être considéré comme affilié au pictorialisme : l'impressionnisme et ses recherches sur la sensation, l'école de Barbizon et ses paysages. Mais c'est sans doute le symbolisme qui est le plus proche du mouvement photographique ; les artistes symbolistes se refusent à l'asservissement au réel : la spiritualité et l'émotion remplacent la description pure. Eugène Carrière est particulièrement important. Ses recherches monochromes se rapprochent de la photographie ; c'est surtout son questionnement sur le visible et sur l'immatérialité qui rapproche le peintre des pictorialistes. Cependant, on peut dire que le mouvement s'oppose au réalisme, à l'imitation de la nature, puisque c'est inhérent à la photographie. Il s'agit donc pour les photographes d'une entrave à la créativité.

### LaPhoto-Secessionaméricaine
Le mouvement, essentiellement britannique à ses débuts, sera toutefois influencé dans sa phase tardive par la photographie américaine.
En 1902, le groupe Photo-Secession naît à New York sous l'impulsion d'Alfred Stieglitz, chef de file de la photographie artistique américaine. Le pré-modernisme de ce nouveau mouvement remet en cause les théories pictorialistes en revenant à la photographie originelle (c'est-à-dire sans altération optique). La Photo-Secession va également préférer les vues modernes et industrielles (prises de vue urbaines) à la « quête d'une réalité seconde » propre aux pictorialistes. Le premier mouvement photographique va alors être rejeté plus violemment encore par la Nouvelle Vision du XXe siècle qui le considère comme « anti-photographique ».
Une des publications les plus importantes pour la promotion du pictorialisme fut la revue Camera Work (1903-1917), fondée par Alfred Stieglitz. Chaque numéro comportait une dizaine de photographies reproduites en héliogravure ou similigravure, qui sont maintenant très recherchées par les collectionneurs.

### Conclusion
Alors qu'il nous paraît évident aujourd'hui que la photographie peut être perçue comme un art, ce n'était pas le cas lorsque celle-ci fut créée. Les pictorialistes ont alors ouvert la voie aux photographes du XXe siècle. On peut conclure sur un extrait de Comment un Artiste photographe peut être un Photographe artiste de Gustave Marissiaux, dans lequel on perçoit la volonté de faire de la photographie un égal de la peinture :

« C'est qu'il y a dans l'art autre chose que la représentation de la nature, qui n'est qu'un moyen pour amener l'éveil de l'émotion et de l'idée esthétique. L'artiste a fait œuvre d'art, s'il a su pénétrer au-delà de la beauté primordiale qui se révèle dans la pureté des formes et l'harmonie des proportions, s'il a exprimé, en les confondant, la vérité matérielle et la beauté absolue. Ce qui fait le charme de son œuvre, c'est qu'il ajoute à la caractéristique du sujet son idée propre, son âme même. C'est cette âme qui vibre, c'est elle qui nous attire, c'est elle qui nous émeut »

— citation publiée dans le Bulletin de l’Association belge de photographie en 1898

## Liste de photographes pictorialistes
Les pictorialistes étaient souvent de riches amateurs qui pratiquaient la photographie (très onéreuse à l'époque) pour le plaisir, mais avec la réelle volonté d'être considérés comme des artistes.
- Édouard Adelot (1871-1937), belge
- Malcolm Arbuthnot, anglais
- Alexandre Drains (1855-1925), belge
- Fernand Béguin, belge
- Fernand Bignon (1888-1969), français
- Alice Boughton (1866-1943), américaine
- Léon Bovier (1865-1923), belge
- Alvin Langdon Coburn (1882-1966), américano-britannique
- Hector Colard (1851-1923), belge
- Alida Daenen, belge
- Amanda Bouchenoire (1977), français
- Anna Dansaert, belge
- George Davison, anglais
- Désiré Declercq (1842-1923), belge
- Robert Demachy (1859-1936), français
- Pierre Dubreuil (1872-1944), français
- Rudolf Dührkoop (1848-1918), allemand
- Peter Henry Emerson (1856-1936), anglais
- Frederick H. Evans (1853-1943), anglais
- Charles Fondu, belge
- Émile Frechon (1848-1921), français
- Charles Gaspar (1871-1950), belge
- Édouard Hannon (1853-1931), belge
- Romain Ickx (1860-1953), belge
- Gertrude Käsebier (1852-1934), américaine
- Heinrich Kühn (1866-1944), autrichien
- Céline Laguarde (1873-1961), française
- Eugène Lemaire (1874-1948), belge
- Ferdinand Leys, belge
- Gustave Marissiaux (1872-1929), belge
- Joseph Misonne, belge
- Léonard Misonne (1870-1943), belge
- Louis Noulet, Français. Photo-club-de-Paris ( membre fondateur)
- José Ortiz Echagüe (1886-1980), espagnol
- Constant Puyo (1857-1933), français
- Edmond Sacré (1851-1921), belge
- Miron Sherling (1880-1958), russe
- Léon Sneyers (1877-1959), belge
- Edward Steichen (1879-1973), américain d'origine luxembourgeoise
- Alfred Stieglitz (1864-1946), américain
- Victor Stouffs (né en 1868), belge
- Joseph Sury (1866-1944), belge
- Jules Van Grinderbeek (1870 – après 1931), belge
- Charles Van Loo-Smet, belge
- Marcel Vanderkindere (mort après 1930), belge
- Frederick A. Walter (1877-1966), américain
- Adolphe Wetrems, belge
- Julia Margaret Cameron (1815-1879), britannique

## Le néo-pictorialisme
À la fin du XXe siècle se développe un nouveau courant photographique, le néo-pictorialisme, notamment représenté par Pierre et Gilles.
Les néo-pictorialistes veulent revaloriser la matière (en ayant recours au pinceau, à la brosse, au grattoir, en combinant les matières pour nier le caractère lisse des papiers photographiques modernes) et la forme photographique en survalorisant le geste, qui, au-delà de la technique, va permettre d’accéder à l’art.
Le XXIe siècle voit naître à l'inverse un mouvement de peintres et photographes plasticiens néo-pictorialistes.
Le néo-pictorialisme dans la peinture contemporaine s'inspire de la photographie en reprenant notamment ses codes pour créer des œuvres peintes. La portraitiste américaine Sally Mann a revisité le pictorialisme en 2003 dans son ouvrage What Remains.
De nombreux artistes contemporains travaillent aujourd'hui dans la lignée du néo-pictorialisme : Sarah Moon, Peter beard, Pierre et Gilles, Gerhard Richter, Richard Avedon, Susan Burnstine, Josef Koudelka,  Paolo Roversi, Jeremy Mann, Stéphanie Vigneaux, Zalez, Sarah Valente, Andrew Salgado, Helmut Newton

### Héritage contemporain
Au XXIe siècle, certains photographes contemporains ont revendiqué une filiation esthétique avec les principes du pictorialisme, notamment dans leur attention à la lumière naturelle, à l’atmosphère et à l’évocation émotionnelle plus qu’à la représentation documentaire. Le photographe français Réhahn, basé au Vietnam, développe depuis 2022 une approche qu’il qualifie de photographie impressionniste. Son travail cherche à capter des instants fugaces en jouant sur les effets de lumière, les reflets ou la brume, sans recourir à des procédés numériques avancés ou à des flous artificiels, mais en s’appuyant sur les conditions réelles de prise de vue. Il explore cette démarche dans l’ouvrage *L’Impressionnisme – De la photographie à la peinture*, publié en 2024, dans lequel il met en parallèle son approche photographique et la peinture impressionniste française du XIXe siècle.

## Expositions
- 22 juin - 26 septembre 1993 : Le salon de photographie : les écoles pictorialistes en Europe et aux États-Unis vers 1900, Musée Rodin, Paris ; commissaire d'exposition Michel Poivert[1].
- 19 octobre - 15 janvier 2006 : La photographie pictorialiste en Europe : 1888-1918, Musée des Beaux-Arts, Rennes[10].